# 今沢カゲロウ
今沢 カゲロウ（いまざわ かげろう、1970年2月15日 - ）は、北海道江別市出身のベーシスト、作曲家、昆虫画家、昆虫食開発者、四国大学特認教授、ナレーター、俳優。江別市立大麻東小学校、江別市立大麻東中学校、北海道札幌北高等学校、早稲田大学卒業。6弦エレクトリックベースを使用し、両手両足そして口、身体の動く部分を総動員したベースソロパフォーマンスが特徴。ベース一本による一人多重演奏やスピード感のある演奏から、「BASSNINJA（ベースニンジャ）」というニックネームで呼ばれる。1年間に250本を超える公演活動を続けている。

## バイオグラフィー
- 13歳の頃にベースを手にする。ベーシストのみならず、ジョン・コルトレーン、ジョン・マクラフリン、エドワード・ヴァン・ヘイレンなど、様々な楽器の奏者のフレーズや自作曲を通じて、ベースの持つ可能性とオリジナリティーを追求。
- 早稲田大学人間科学部在学中にプロ活動を始めるが、そのスタイルは国内では理解を得られず、卒業後には主に海外で演奏活動を行う。
- ヨーロッパでは、最初はセッションベーシストとしての活動を行っていたが、楽器奏者以外にも、DJ、ダンスカンパニー、映像などとのコラボレーションを精力的に行う。1995年頃より曲展開のめまぐるしい音楽から、反復性のある音楽にスタイルが徐々に変化。
- その過程で、DJの代わりにフロアを盛り上げるようなベースソロのアプローチや、サンプラーを使わずにベース一本で表現するサウンド・エフェクト風のアプローチのユニークさが話題となり、ドイツを中心とした欧州ソロコンサートツアーを精力的に行うようになる。
- 2008年9月、「ベースマガジン」(リットーミュージック)誌にて連載コラム「徒然昆虫記」開始。昆虫画の挿絵も同時に掲載。
- 2010年3月、「TIMES of India」に特集記事が掲載される。
- 2011年11月、不慮の事故により左足を3箇所複雑骨折。60日間の公演活動休止。従来のエフェクトさばきが困難な左足の為に新システム導入、活動再開。
- 2016年4月、四国大学特認教授に就任。
- 2017年9月、早稲田大学招聘講師として、自身考案の瞬間作曲療法を音楽以外の心理学(カウンセリング)の大学講義に導入開始。
- 2017年10月、愛媛県久万高原町立久万美術館に昆虫絵画(鳴き声楽譜付)展示。
- 2018年9月、北海道胆振東部地震により、初の国内レコーディングであった6thアルバム「II」の録音現場が震源地至近になった事を受け、現地の支援活動開始。
- 2018年10月、【オール北海道復興支援】をテーマに、地震1か月後からクラウドファンディングにより、バンドメンバー、エンジニア、スタジオなど全ての製作スタッフをオール北海道キャストに依頼し 5人編成のバンドレコーディングによってアルバム制作を開始。
- 2020年8月、東京代々木上原hako galleryにて個展『彩加速』。
- 2021年1月、SHOWROOM公式ライバーとして活動開始。2020年11月から公演会場で開始した、多彩な技巧の演奏と同時に行うライヴペインティングが特色。
- 2021年11月、昆虫食開発者として活動開始。第1弾はアフリカで考案したワタリバッタ入りコーヒー(自身の絵画、音源付)を12月に発売。
- 2021年12月、1年間365日連続で通算700本の公演(オンライン、オフライン合わせて)を完遂。連続公演は2020年12月以降継続。
- 2022年8月、映画『仮面ファイター』(小楠健志監督)音楽監督に就任。
- 2023年12月、”ライヴ昆虫寿司”を多彩な技巧の演奏と同時に開始。
- 2024年5月、アメリカ・イリノイ州スプリングフィールドにて、素数ゼミの鳴き声を取り入れたアルバムを制作。同年7月よりイギリスBBC放送によるインタビュー取材を受ける。
- 2024年11月、ドキュメンタリー映画『BASSNINJA film episode0』(小楠健志監督)主演。
- 2025年2月、イギリスBBC放送特集番組『A Symphony of Cicadas』メイン出演。
- 2025年4月、「Mixed Insect Arts(MIA)/ 総合昆虫芸術」を提唱。昆虫を軸に”音楽・絵画・食・教育”を総合芸術化。
- 2025年5月、iDEAL国際映画祭（インド）で映画『BASSNINJA film episode0』が最優秀主演賞（傑出した功績）を受賞。
- 2025年6月、昆虫食開発第4弾『Quamero/ カメロウ(音源付)』（カメムシふりかけ）を発売。
- 2025年8月、萩ibasho映画祭で映画『BASSNINJA film episode0』がグランプリを受賞。

## ディスコグラフィー

### ソロアルバム
- 「STOMUTATION」      （1997年）ニューヨーク・ニッティングファクトリーでのライブ音源
- 「Sci-Fi Basso」     （1998年）ベルリンでのライブ音源
- 「PSYBASS METALOOP」（1999年）
- 「4 PHUSION」        （2000年）
- 「cyborg OM」        （2001年）
- 「II」                （2002年）
- 「SNATCH!」          （2003年）
- 「TAPIRUS」          （2003年）ミニアルバム
- 「Amplified」        （2004年）
- 「Folks」             （2005年）
- 「BassDays」 （2006年 KICJ-512キングレコード)
- 「Bassist, Electric」 （2008年 KICJ-537キングレコード)
- 「STANDARDS」 （2009年 KICJ-568キングレコード)
- 「Hansa」             （2011年）ミニアルバム
- 「superlight」        （2012年）
- 「HOPE」              （2013年）
- 「spin, spin...」     （2014年）
- 「QUAI」              （2015年）
- 「Blue Moon」       （2016年）
- 「兆(kizashi)」       （2019年）
- 「takteq reta」       （2020年）
- 「masked fighter」  （2023年）サウンドトラック
- 「mf2/ 仮面ファイター2」  （2024年）サウンドトラック
- 「2245」（2025年）

### DVD
- 「BassNinja　DVD」 （2007年 KIBM-148キングレコード)

### コンピレーション
- 「Play Jaco」 （2006年 KICJ-514キングレコード)
- 「ワールド・ベース・ヒーローズ」 （2007年 KICJ-523キングレコード)

### ムック（CD、DVD付）
- 「絶対役立つベース超絶テクニック〜指弾き、スラップ、エフェクト術――世界が認めた低音奥義のすべて 」 （2010年 リットーミュージック)

### 昆虫食（絵画、音源付）
- 「ワタリバッタコーヒー」 （2021年）＊バッタコーヒー
- 「エゾイナゴフライト」 （2022年）＊イナゴ素揚げ
- 「セミゴンゴ」 （2023年）＊セミ幼虫素揚げ
- 「Quamero/ カメロウ」(2025年）＊カメムシふりかけ

### 映画音楽
- 「仮面ファイター 総合格闘技は日本から生まれた 1985」 （2023年）音楽監督
- 「君はなぜ戦うのか？仮面ファイター2 初代タイガーマスク最後の弟子」 （2024年）音楽監督・出演・ナレーション
- 「Fight of The Ring 10周年記念大会 プロレスThe Movie Vol.1」 （2024年）音楽監督・ナレーション
- 「BASSNINJA film episode0」 （2024年）音楽監督・主演・ナレーション・英語字幕翻訳